# Tomasa Tito Condemayta
Tomasa Tito Condemayta   (Acomayo, 1740 - Cusco, 18 de maig de 1781) (nom complet: Ana Tomasa Tito Condemayta Hurtado de Mendoza) va ser una de les principals líders en l'aixecament indígena contra els governants colonials espanyols sota la direcció de Túpac Amaru II al segle xviii al Perú. Va ser cacica del poble d'Acos a la dècada del 1770, la governanta més poderosa de la seva regió. Va estar casada amb l'espanyol Faustino Delgado.
Va ser una precursora de la independència hispanoamericana. Va tenir un important paper en la història del Perú i va participar en la rebel·lió de Tinta. Durant la revolta, va exercir com a estratega i oficial militar. Va ser executada pel seu paper a la rebel·lió junt amb Túpac Amaru II, la seva esposa Micaela Bastidas Puyucahua i el seu fill Hipólito Condorcanqui Bastidas.

## Biografia
Tomasa Tito Condemayta va néixer el 1729 en una família noble inca en una zona del Perú que ara és la província d'Acomayo, a la regió de Cusco. Els seus pares eren Sebastián Tito Condemayta, curaca de l'ayllu Tito Condemayta i padrí de Tupac Amaru II, i d'Alfonsa Hurtado de Mendoza. Les fonts proporcionen informació contradictòria sobre la seva vida domèstica. En una obra del 2005, l'erudit David Garrett va declarar que estava casada amb Tomas Escalante i que li va donar una filla, que es va casar amb el cacic de Papres, Evaristo Delgado. En un article del 2008, Garrett afirmava que estava casada amb Faustino Delgado.
Inusualment per a la zona, l'ayllu Tito Condemayta va adoptar una antiga regla hereditària, i Tito Condemayta la va convertir en cacica del seu poble després del seu pare, convertint-se en la dona més poderosa de la regió.

## La rebel·lió
Quan Túpac Amaru II i la seva esposa Micaela Bastidas Puyucahua van iniciar una rebel·lió contra el domini espanyol al Perú el 1780, Condemayta va deixar el seu marit i els seus fills per unir-se als rebels a Tinta. La seva participació a la rebel·lió no va ser aceptada per alguns dels seus familiars, ja que el seu gendre, Evaristo Delgado, es va mantenir fidel a la Corona Espanyola.
Condemayta va tenir un paper important en la rebel·lió.Juntament amb Amaru, va mobilitzar dones indígenes per a la revolta. Va ser una estratega militar i també un oficial que dirigia el seu propi batalló de dones. Com a dona rica, també va ajudar a finançar la rebel·lió, subministrant plata i subministraments essencials. A la batalla de Sangarará, un exèrcit de dones sota el comandament de Condemayta va derrotar un exèrcit espanyol. També va liderar la defensa reeixida del pont Pillpintuchaka del riu Apurimac contra els espanyols que s'apropaven. Milers de dones van lluitar fent servir fones i fletxes contra soldats espanyols amb armadures. Sota el seu comandament, les seves tropes van mantenir el pas Pilpinto durant més d’un mes. El 1781, la fortuna va afavorir els espanyols, molt millor armats, i el 7 d'abril Condemayta va ser capturada, juntament amb Túpac Amaru II, Micaela Bastidas i els seus fills Hipólito i Fernando.
El 18 de maig de 1781, Condemayta va ser executada després de greus tortures juntament amb Túpac Amaru II, Micaela Bastidas i el seu fill Hipólito Condorcanqui Bastidas a la plaça principal de Cusco. Va ser l'única noble nativa executada al costat del líder rebel. Després de ser asfixiada lentament amb un garrot vil, va ser penjada per assegurar-se que estava realment morta. El seu cos va ser esquarterat per ser dispersat per les autoritats colonials en diversos pobles de la zona, mentre que el seu cap va ser empalat junt amb el de Túpac Amaru a la plaça d'Acos per evitar qualsevol intent futur de rebel·lió.